# オンタリオ (オレゴン州)
オンタリオ（Ontario）は、オレゴン州マルヒュア郡にある都市。アイダホ州との州境であるスネーク川沿いに位置する。人口は1万1645人（2020年）。小都市だが、マルヒュア郡とペイエット郡（アイダホ州）に跨がる「オンタリオ都市圏」の中心である。
ちょうどポートランドとソルトレイクシティの中間地点に位置し、アイダホ州からオレゴン州への入り口に該当する。街のスローガンは「オレゴン州の開始地点」である。

## 歴史
オンタリオは1883年6月11日、開拓者のウィリアム・モーフィット、メアリー・リチャードソン、ダニエル・スミス、ジェームズ・バーチューらによって創設された。1884年3月には、リチャード・ウェルチが郵便局を設置し、ジェームズ・バーチューがカナダのオンタリオ州から「オンタリオ」と名付けた。しかしその2ヶ月後には、ジョセフ・モートンがモートン郵便局を町の南方2マイルの地点にある島に設置、オスカー・スコットが郵便局長に就任した。モートンとスコットにとっては不運なことに、オンタリオ郵便局を設立した4名の方が財政的に豊かであった。また、モーフィットは鉄道会社と交渉してオンタリオに停車場を設置することができた。当時の開拓者は鉄道駅の重要性を熟知していたためスコットはモートン郵便局を閉鎖、12月にオンタリオ郵便局の局長に就任した。
その後、1884年後半に設置されたオレゴン・ショートライン鉄道の駅を背景に町は発展を続けた。オンタリオは内陸から太平洋岸北西部の市場へ家畜を運ぶ際の重要な家畜置き場となったのである。
その後、1899年2月11日に行政都市として成立した。
第二次世界大戦中、オンタリオ市長のエルモ・スミスは当時西海岸で排斥されていた日系アメリカ人の居住を認める決定をした。

## 地理
オンタリオは海抜660メートルの位置にある。
アメリカ合衆国国勢調査局によると、面積は13.39km²で全て陸域である。

## 気候
ケッペンの気候区分ではステップ気候(BSk)に分類される。
| オレゴン州オンタリオの気候                                            | オレゴン州オンタリオの気候 | オレゴン州オンタリオの気候 | オレゴン州オンタリオの気候 | オレゴン州オンタリオの気候 | オレゴン州オンタリオの気候 | オレゴン州オンタリオの気候 | オレゴン州オンタリオの気候 | オレゴン州オンタリオの気候 | オレゴン州オンタリオの気候 | オレゴン州オンタリオの気候 | オレゴン州オンタリオの気候 | オレゴン州オンタリオの気候 | オレゴン州オンタリオの気候 |
| 月                                                                    | 1月                        | 2月                        | 3月                        | 4月                        | 5月                        | 6月                        | 7月                        | 8月                        | 9月                        | 10月                       | 11月                       | 12月                       | 年                         |
| --------------------------------------------------------------------- | -------------------------- | -------------------------- | -------------------------- | -------------------------- | -------------------------- | -------------------------- | -------------------------- | -------------------------- | -------------------------- | -------------------------- | -------------------------- | -------------------------- | -------------------------- |
| 最高気温記録 °F （°C）                                                | 64 (18)                    | 66 (19)                    | 85 (29)                    | 94 (34)                    | 103 (39)                   | 108 (42)                   | 114 (46)                   | 113 (45)                   | 104 (40)                   | 94 (34)                    | 78 (26)                    | 66 (19)                    | 114 (46)                   |
| 平均最高気温 °F （°C）                                                | 34 (1)                     | 43 (6)                     | 55 (13)                    | 65 (18)                    | 74 (23)                    | 84 (29)                    | 93 (34)                    | 91 (33)                    | 81 (27)                    | 66 (19)                    | 47 (8)                     | 36 (2)                     | 64 (18)                    |
| 平均最低気温 °F （°C）                                                | 18 (−8)                    | 24 (−4)                    | 31 (−1)                    | 37 (3)                     | 45 (7)                     | 51 (11)                    | 57 (14)                    | 54 (12)                    | 45 (7)                     | 34 (1)                     | 27 (−3)                    | 20 (−7)                    | 37 (3)                     |
| 最低気温記録 °F （°C）                                                | −25 (−32)                  | −24 (−31)                  | 10 (−12)                   | 17 (−8)                    | 25 (−4)                    | 31 (−1)                    | 34 (1)                     | 32 (0)                     | 24 (−4)                    | 13 (−11)                   | −6 (−21)                   | −23 (−31)                  | −25 (−32)                  |
| 降水量 inch （mm）                                                    | 1.29 (32.8)                | 0.87 (22.1)                | 0.86 (21.8)                | 0.68 (17.3)                | 0.93 (23.6)                | 0.62 (15.7)                | 0.30 (7.6)                 | 0.28 (7.1)                 | 0.47 (11.9)                | 0.55 (14)                  | 1.19 (30.2)                | 1.41 (35.8)                | 9.45 (239.9)               |
| 降雪量 inch （cm）                                                    | 3.40 (8.64)                | 1.20 (3.05)                | 0.30 (0.76)                | 0 (0)                      | 0 (0)                      | 0 (0)                      | 0 (0)                      | 0 (0)                      | 0 (0)                      | 0 (0)                      | 0.30 (0.76)                | 5.00 (12.7)                | 10.20 (25.91)              |
| 出典：http://www.intellicast.com/Local/History.aspx?location=USOR0258 |                            |                            |                            |                            |                            |                            |                            |                            |                            |                            |                            |                            |                            |

## 人口動静
以下は、2010年国勢調査に基づく。

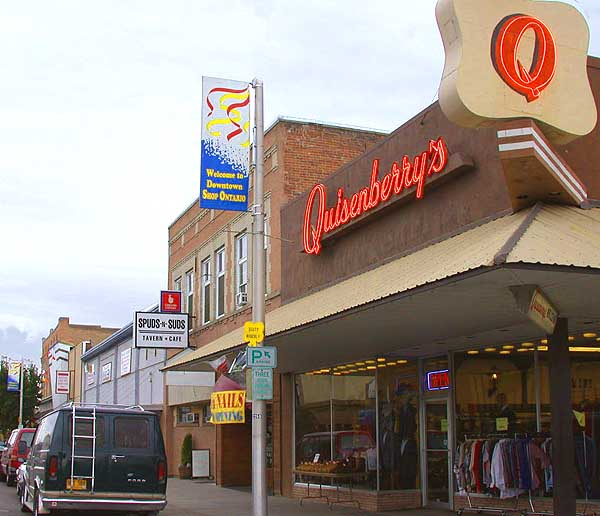
オンタリオ・ダウンタウン

| 基礎データ - 人口：11,366人 - 世帯数：4,275世帯 - 家族数：2,678家族 - 人口密度：848.8人/km² - 住居数：4,620軒 - 住居密度：345.0軒/km² 人種別人口構成 - 白人：69.5% - アフリカン・アメリカン：0.7% - ネイティブ・アメリカン：1.3% - アジア人：2.2% - 太平洋諸島系：0.1% - その他：22.6% - 混血：3.5% - ヒスパニック・ラテン系：41.3% 世帯と家族 - 18歳未満の子供がいる: 35.4% - 結婚・同居している世帯: 41.3% - 未婚・離婚女性が世帯主である世帯: 16.0% - 未婚・離婚男性が世帯主である世帯: 5.3% - 非家族世帯: 37.4% - 単身世帯: 30.9% - 65歳以上の老人1人暮らし: 15.3% - 平均構成人数 - 世帯: 2.60人 - 家族: 3.28人 | 年齢別人口構成 - 18歳未満：28.9% - 18歳-24歳：12.3% - 25歳-44歳：23.0% - 45歳-64歳：21.0% - 65歳以上：14.9% - 年齢の中央値：32.1歳 - 男女比 - 男性：47.3% - 女性：52.7% 収入と家計（2000年国勢調査） - 収入の中央値 - 世帯: 29,173米ドル - 家族: 35,625米ドル - 性別 - 男性: 29,775米ドル - 女性: 21,967米ドル - 人口1人あたり収入: 14,683米ドル - 貧困線以下 - 対人口: 20.8% - 対家族数: 16.4% - 18歳未満: 29.0% - 65歳以上: 14.3% |

## 経済

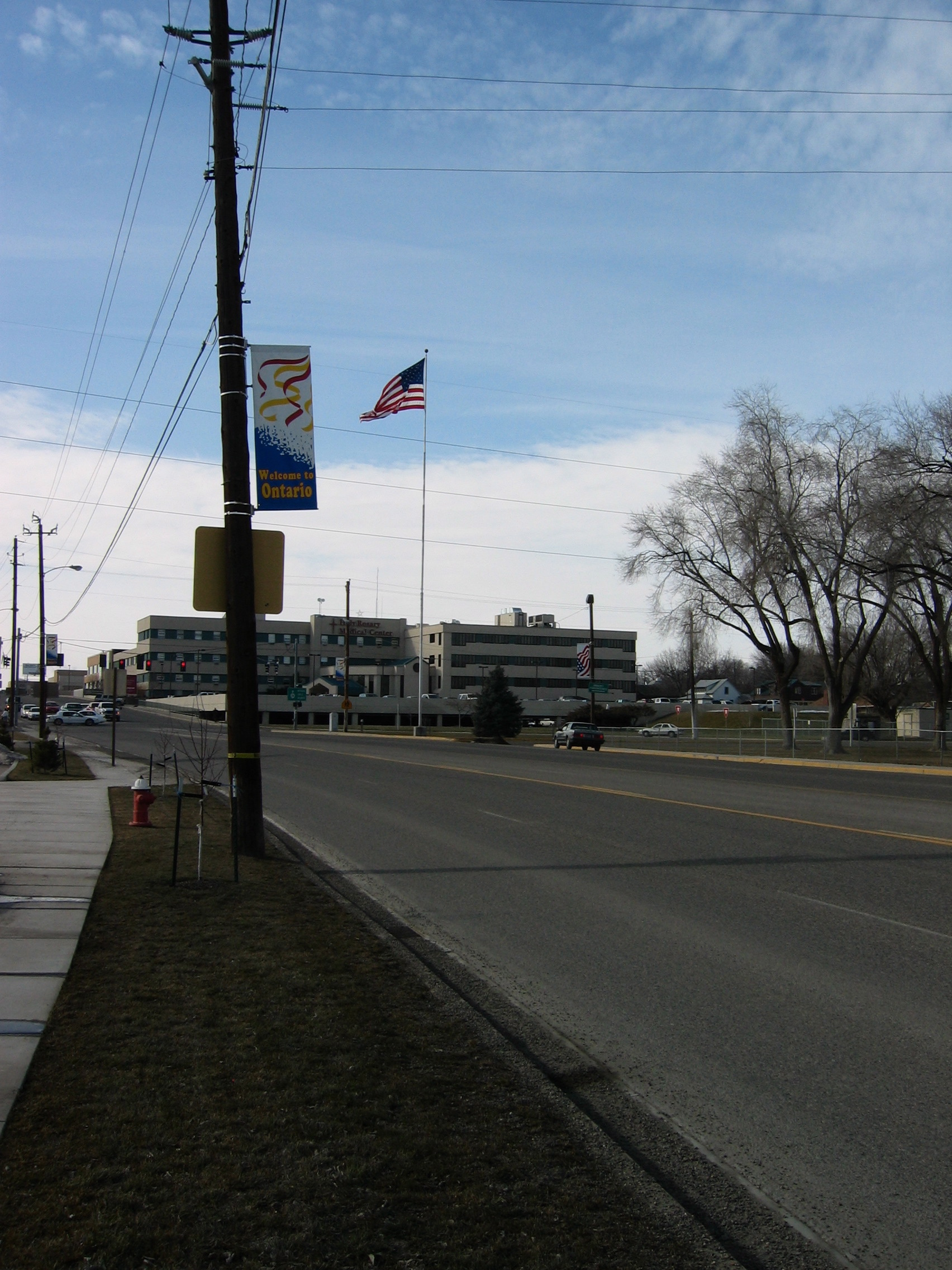
聖ロザリー医療センター

ハインツ子会社の冷凍食品メーカー、オレアイダが拠点を置いており、約1,000人が働く本社工場では75種類合計27万トンのポテト製品が出荷されている。同社の看板商品テイタートッツも1953年にこの地で開発された。
聖アルフォンシス医療センターは49床を備える病院であり、オレゴン州東部、アイダホ州南西部を管轄している。
2018年11月の住民投票により、大麻の使用が解禁された。

## 教育
オンタリオ公立学校区が小学校から高校まで提供している。

### 公立学校
- オンタリオ高校
- オンタリオ中学校
- エイケン小学校
- アラメダ小学校
- カイロ小学校
- メイ・ロバーツ小学校
- パイオニア小学校

### 私立学校
- トレジャーバレー・クリスチャン学校
- セント・ピーターカトリック学校
- フォーリバーズ・コミュニティスクール（チャーター・スクール）

## メディア
アーガス・オブザーバーという日刊紙が存在する。

## 交通
バス
- スネーク・リバー・トランジットがオンタリオの市内バスやアイダホ州との高速バスを運営している。
- グレイハウンドバスのバス停がオンタリオに存在する[14]。

空港
- オンタリオ市営空港

高速道路
- 州間高速道路84号西線：ポートランド - ボイシ - オグデン

## 姉妹都市
オンタリオは全米国際姉妹都市協会の協力により、以下の都市と姉妹都市となっている。
- 大阪府大阪狭山市